# Onofre Marimón
Onofre Agustín ”Pinocho” Marimón, född 19 december 1923 i Zárate, död 31 juli 1954 på Nürburgring, var en argentinsk racerförare. 
Marimón kom till Europa efter andra världskriget. Han körde sportvagnsracing och tävlade i Le Mans 24-timmars med sina landsmän José Froilán González och Juan Manuel Fangio. Efter ett enstaka formel 1-lopp under säsongen 1951 började han köra för Maserati under 1953. Han förolyckades på träning inför Tysklands Grand Prix 1954.

## F1-karriär
| Säsong | Stall/Tillverkare               | Poäng | Placering |
| ------ | ------------------------------- | ----- | --------- |
| 1951   | Scuderia Milano (Maserati 4CLT) | 0     | -         |
| 1953   | Officine Alfieri Maserati       | 4     | 11        |
| 1954   | Officine Alfieri Maserati       | 4,14  | 13        |

### Fotnoter
1. ↑  Hill, Tim (2011) (på engelska). Formula 1 - The Complete History. Croxley Green, Hertfordshire, England: Transatlantic Press. sid. 28. ISBN 978-1-907176-84-5